# René Julien Hardouin
René Julien Hardouin, batejat a Bouin el 28 de gener de 1739, on va morir el 2 de novembre de 1793, va ser un líder de la Vendée durant la Revolució Francesa.

## Biografia
René Julien Hardouïn era fill de Julien Hardouïn i Louise Marie Benard.
Mestre cirurgià a Bouin a Vendée el 1763. Sembla que al principi simpatitzava amb les idees de la Revolució, i durant les Batalles de La Vendée va tractar els ferits republicans.

Lucas de La Championnière, en les seves:
| « | "Mémoires sur la guerre de Vendée" parla de "Hardouin, un cirurgià militar portat per Charette a Machecoul, a qui aquest va posar al capdavant de l'hospital i que va cuidar perfectament els ferits i els malalts d'ambdós. campaments... l'hospital està sobrecarregat de ferits d'ambdues bandes, però aquí de nou cal dir que d'una banda com de l'altra sovint s'acaben.El cirurgià Hardouin, presoner republicà de Charette, dirigeix l'hospital..." | » |

Va ser el primer alcalde de Bouin el 1790. Sembla que va canviar d'opinió política, ja que va ser el líder de l'aixecament de Vendée a Bouin el març de 1793. Va ser nomenat cap de la parròquia per Charette. François Pajot el va succeir.
Es va casar, el 25 de juny de 1763, amb Marie-Cécile Haumont, filla del cirurgià Bouin Laurent Dupont-Haumont, que va publicar al Journal of Medicine, Surgery and Pharmacy, el 1761, un article sobre paracentesi, després un procediment experimental, de Cécile Bethus.